# Theodor Ladewig
Hermann Georg Theodor Ladewig (* vor dem 28. Juni 1812, Ort unbekannt; † 29. November 1878 in Schwarzeckshof bei Riga) war ein deutscher klassischer Philologe und Gymnasiallehrer.

## Leben
Theodor Ladewig wurde ohne Hinweis auf Vater oder Mutter und ohne Namen in der Nacht vom 28. zum 29. Juni 1812 „nahe am Hofe, auf dem Wege nach Marien, in schlechte Lumpen gewickelt“ als Findelkind aufgefunden und von Pastor Benjamin Ladewig (1761–1834) aus Groß Luckow als Pflegekind angenommen. In Ermangelung konkreter Angaben wurde deshalb das Datum seiner Auffindung als Geburtstag angesetzt. Am 7. März 1813 taufte man das Kind in der Dorfkirche von Groß Luckow auf den Namen (Hermann Georg) Theodor und gab ihm den Familiennamen seines Pflegevaters.
Nach dem Besuch der Gymnasien in Neustrelitz und Rostock studierte Ladewig ab 1830 Klassische Philologie und Theologie an den Universitäten Rostock, Leipzig und Heidelberg. In Leipzig schloss er sich an Gottfried Hermann an, bei dem er auch 1834 promoviert wurde. Nach dem Examen im selben Jahr arbeitete er als Lehrer am Neustrelitzer Gymnasium. 1839 wurde Ladewig zum Dritten Lehrer (Professor) am Neustrelitzer Gymnasium Carolinum befördert, 1848 schließlich zum Zweiten Lehrer (Professor) an derselben Anstalt. In der Revolutionszeit 1848/49 wurde Ladewig im Wahlbezirk Neustrelitz zum Mitglied der konstituierenden Abgeordnetenversammlung von Mecklenburg gewählt, legte sein Mandat jedoch bald nieder.
Ladewig war zweimal verheiratet: In erster Ehe seit 1840 mit Louise Auguste Caroline Mohrmann, Tochter eines Neustrelitzer Kammerdieners; in zweiter Ehe seit 1850 mit Carolina Amalia Fischer, Tochter eines Kaufmanns aus St. Petersburg. Nach seiner Pensionierung Ostern 1871 übersiedelte er auf das Gut Schwarzeckshof bei Riga zu seiner verheirateten Tochter, wo er 1878 starb.

## Werk
Neben seiner Tätigkeit als Gymnasiallehrer beschäftigte sich Ladewig mit der römischen Literatur. Zu Vergil veröffentlichte er eine Schulausgabe der Bucolica, der Georgica und der Aeneis, die zu seinen Lebzeiten mehrfach aufgelegt wurde und noch nach seinem Tod mehrmals in überarbeiteter Form erschien. Der jüngste Nachdruck der von Carl Schaper und Paul Deuticke erstellten überarbeiteten Fassung erschien 2000 in Hildesheim. Außerdem veröffentlichte Ladewig in Schulprogrammen und Zeitschriften Beiträge zur Analyse und Interpretation der Gedichte Vergils.
Ein weiteres Arbeitsfeld Ladewigs war das griechische und römische Drama. In diesem Bereich verfasste er für die von August Friedrich Pauly 1837 begründete Real-Encyclopädie der classischen Altertumswissenschaft mehrere Artikel, die unter den Herausgebern Ernst Christian Walz und Wilhelm Siegmund Teuffel ab Band 5 (1848) erschienen. Unter den Stichwörtern finden sich Vertreter der Mittleren und Neuen attischen Komödie, des römischen Dramas und Übersichtsartikel über Gattungen und Aufführungsbedingungen. Ein Teil seiner Arbeiten auf diesem Gebiet wurden 2001 von Ekkehard Stärk und Ursula Gärtner unter dem Titel Schriften zum römischen Drama der republikanischen Zeit (München/Leipzig 2001) herausgegeben.